# Sipiwesk Lake
Sipiwesk Lake är en sjö i Kanada.   Den ligger i provinsen Manitoba, i den sydöstra delen av landet, 1 900 km nordväst om huvudstaden Ottawa. Sipiwesk Lake ligger 185 meter över havet.
Trakten runt Sipiwesk Lake är nära nog obefolkad, med mindre än två invånare per kvadratkilometer.